# Love Addict (chanson)
 (mai 2021).
Si vous disposez d'ouvrages ou d'articles de référence ou si vous connaissez des sites web de qualité traitant du thème abordé ici, merci de compléter l'article en donnant les références utiles à sa vérifiabilité et en les liant à la section « Notes et références ».
Pour les articles homonymes, voir Love Addict.
Singles de Mika Nakashima
Aishiteru
(2003) Seppun
(2003)
Love Addict est le 7e single de Mika Nakashima sorti sous le label Sony Music Associated Records le 9 avril 2003 au Japon. Il atteint la 5e place du classement de l'Oricon pour un total de 68 943 exemplaires vendus.
Love Addict a été utilisé pour une campagne publicitaire de Kanebo Kate. Elle se trouve sur les deux compilations de Mika Nakashima, No More Rules et Best, ainsi que sur l'album Love avec de la 2echanson Be in Silence.

## Liste des titres
Toutes les paroles sont écrites par Mika Nakashima.
| 1. | Love Addict                           | Shinichi Osawa (Mondo Grosso)                    | 7:15 |
| 2. | Be in Silence                         | absolute                                         | 5:37 |
| 3. | Aroma (Live)                          | Yoshiko Goshima                                  | 6:17 |
| 4. | Love Addict (Yukihiro Fukutomi Remix) | Shinichi Osawa (Mondo Grosso), Yukihiro Fukutomi | 7:38 |
| 5. | Love Addict (Instrumental)            | Shinichi Osawa (Mondo Grosso)                    | 7:11 |

Vinyl
| 1. | Love Addict   | Shinichi Osawa (Mondo Grosso) | 7:15 |
| 2. | Be in Silence | absolute                      | 5:37 |

| 1. | Love Addict (Yukihiro Fukutomi Remix) | Shinichi Osawa (Mondo Grosso), Yukihiro Fukutomi | 7:38 |
| 2. | Love Addict (Instrumental)            | Shinichi Osawa (Mondo Grosso)                    | 7:11 |